# Club Deportivo Suchitepéquez
El Club Deportivo Suchitepéquez és un club guatemalenc de futbol de la ciutat de Mazatenango.

## Història
El club va ser fundat el 1960. La seva millor etapa la visqué als anys 80, on fou segon el 1982 i campió el 1983, amb un balanç de 16 victòries, 4 empats i 2 derrotes. L'equip era dirigit per l'uruguaià Julio César Cortés. També fou segon a la lliga de 1984 i a la de 1989/90.
El club també ha estat Campió de Campions (supercopa) de Guatemala els anys 1992 i 1994 i de la Copa el 1993 i el 1997.

## Palmarès
- Lliga guatemalenca de futbol: [1]
  - 1983, 2016 Clausura
- Copa guatemalenca de futbol: 
  - 1993, 1997
- Supercopa guatemalenca de futbol: 
  - 1992, 1994

## Futbolistes destacats
- Carlos Castañeda, centrecampista, 1980s i 1990s
- Alejandro Ortiz Obregón, defensa, 1980s i 1990s
- Julio César Anderson, davanter, 1960s
- Ricardo Jerez Hidalgo, porter, 1960s
- Ricardo Piccinini, porter, 1980s
- Julián Arturo Vargas, defensa, 1980s
- Manuel Coronado, defensa, 1990s
- Edwin Villatoro, davanter, 2000s
- César "El Picho" Trujillo, davanter, 2000s